# Adschdabiya
Adschdabiya (auch Adschdabija, Ajdabiya, Ajdabya oder Egdabya, arabisch أجدابيا Adschdābiyā, DMG Aǧdābiyā, italienisch Agedabia oder lateinisch Agdav Villa) ist eine Stadt in Libyen mit 76.968 Einwohnern (Stand 2010). Adschdabiya befindet sich im Munizip al-Wahat und war Hauptstadt des ehemaligen gleichnamigen Munizips.

## Geographie
Adschdabiya liegt 18 km vom Mittelmeer entfernt in der historisch bedeutsamen Region Kyrenaika. Gleichzeitig liegt die Stadt etwa 170 km östlich der inoffiziellen kultur-geographischen Grenze zwischen dem Maschrek in ihrem Osten und dem in Tripolitanien beginnenden Maghreb in ihrem Westen. Rund um die Stadt dehnt sich die libysche Wüste aus.

## Geschichte
Adschdabiya befindet sich an einer traditionellen Handelsstraße und hatte während der Römerzeit den Namen Corniclanum. 643 eroberten die Araber unter ʿAmr ibn al-ʿĀs die Stadt und die dort lebenden Berber-Stämme wurden tributpflichtig. Ab 914 wurde die Stadt Teil des Fatimidenreiches. Diese nannten die Stadt Anfang des 10. Jahrhunderts Ajibah und nach dem Ausbau der Siedlung Adschdabiya. Von hier aus führten die Fatimiden ihre Eroberungsfeldzüge gegen die Ichschididen in Ägypten und nahmen 969 Kairo ein.
Bis Anfang des 20. Jahrhunderts verlief von Adschdabiya eine bedeutende Karawanenroute zu den Kufra-Oasen.
Im Modus vivendi von Acroma vom 25. Oktober 1920 wurde zwischen der Kolonialmacht Italien und der Sanussiya (Senussi-Orden) vereinbart, dass Adschdabiya Regierungssitz des Emirs Sidi Muhammad Idris al-Mahdi al-Senussi in Italienisch-Cyrenaika wird. 1922 ging der Emir aufgrund italienischer Angriffe ins Exil ins Königreich Ägypten.
Während des Bürgerkriegs in Libyen 2011 wurde die Stadt mehrfach zum Schauplatz von Auseinandersetzungen zwischen Regierungstruppen und Oppositionskräften.

## Bevölkerung
Rund 70 Prozent der Bewohner Adschdabiyas gehören zum Beduinenstamm al-Magharba.

## Infrastruktur
Adschdabiya ist ein wichtiger Verkehrsknotenpunkt. Entlang der historischen Küstenstraße (Via Balbia) führt die nach Norden verlaufende Küstenautobahn in das rund 154 km entfernte Bengasi, während man über die nach Südwesten führende Küstenstraße zum rund 87 km entfernten bedeutenden Ölhafen Brega (Marsa al Burayqah / Port Brega) und weiter Richtung al-Agheila, Ras Lanuf und Sirte gelangt. 
Von Adschdabija nach Nordosten führt die Wüstenstraße Tobruk–Adschdabija in das 410 km entfernte Tobruk, nach Südosten in das Landesinnere verläuft eine Straße zu den Oasen Audschila und Jalu.
Der historische Hafen von Adschdabiya lag am Golf von Sirte im 22 km entfernten al-Mahūr (Al Mahawr, Cas Turca), der heute nur noch als Badeort dient. Der heutige wichtige Ölhafen (arabisch ميناء الزويتينة النفطي) liegt im nördlich gelegenen az-Zuwaitina (Suitina) und ist Umschlagplatz für die 1986 gegründete Zueitina Oil Company (vormals Occidental Libya), ebenso der weiter südlich von az-Zuwaitina befindliche Flugplatz Zuetina mit zwei Start- und Landebahnen.
Geplant ist der Anschluss der Stadt an die Bahnstrecke Sirt–Bengasi.

## Sehenswürdigkeiten
- Qasr il Muhassa, ein Fatimidenpalast im Stadtzentrum
- Imam-Muhammad-bin-Sakhnun-Moschee und eine Madrasa aus dem 10. Jahrhundert
- al-Essra-Moschee
- al-Quds-Moschee

## Klimatabelle
|                       | Jan  | Feb  | Mär  | Apr  | Mai  | Jun  | Jul  | Aug  | Sep  | Okt  | Nov  | Dez  |   |      |
| Mittl. Tagesmax. (°C) | 17,6 | 19,3 | 22,0 | 26,2 | 30,3 | 33,3 | 32,1 | 32,8 | 32,0 | 29,0 | 24,0 | 19,2 | ⌀ | 26,5 |
| Mittl. Tagesmin. (°C) | 7,5  | 8,0  | 10,0 | 13,2 | 16,4 | 19,0 | 19,5 | 19,8 | 18,7 | 16,1 | 12,1 | 8,9  | ⌀ | 14,1 |
|                       |      |      |      |      |      |      |      |      |      |      |      |      |   |      |
| Niederschlag (mm)     | 40   | 23   | 6    | 1    | 2    | 0    | 0    | 0    | 0    | 8    | 22   | 27   | Σ | 129  |
|                       |      |      |      |      |      |      |      |      |      |      |      |      |   |      |
| Sonnenstunden (h/d)   | 6,6  | 7,8  | 8,0  | 8,7  | 10,3 | 11,3 | 12,1 | 11,6 | 9,8  | 8,9  | 7,7  | 6,0  | ⌀ | 9,1  |
|                       |      |      |      |      |      |      |      |      |      |      |      |      |   |      |
| Regentage (d)         | 9    | 4    | 4    | 2    | 1    | 0    | 0    | 0    | 1    | 2    | 4    | 8    | Σ | 35   |
|                       |      |      |      |      |      |      |      |      |      |      |      |      |   |      |
| Luftfeuchtigkeit (%)  | 68   | 65   | 54   | 47   | 43   | 47   | 54   | 52   | 52   | 52   | 57   | 66   | ⌀ | 54,7 |

| 7,5 |

| 8,0 |

| 10,0 |

| 13,2 |

| 16,4 |

| 19,0 |

| 19,5 |

| 19,8 |

| 18,7 |

| 16,1 |

| 12,1 |

| 8,9 |

| 7,5 |

| 8,0 |

| 10,0 |

| 13,2 |

| 16,4 |

| 19,0 |

| 19,5 |

| 19,8 |

| 18,7 |

| 16,1 |

| 12,1 |

| 8,9 |